# Matti-affären
Matti-affären var det rättsliga efterspelet till en föreläsning som hölls 5 december 1997 av Dan Berner (sedermera Dan Lindberg), medarbetare i den nazistiska tidningen Nordland, i hörsal B vid Umeå universitet.
Berner hade bjudits in av sin dåvarande flickvän, doktoranden i sociologi Karolina Matti (född 1971). I ett inledande anförande sade Matti att syftet med föreläsningen var att ta upp frågor som var dels vetenskapligt intressanta angående nazismen, dels intressanta ur ett sociologiskt samhällsperspektiv. Särskilt intressant, hävdade Matti, var skillnaderna i mediers och allmänhetens bild av nynazister visavi nynazisternas självbild. Med referens till Robert K. Merton menade hon att "ämnet har social relevans" och framställde föreläsningen som en primärkälla.

## Domar
Då målet behandlades i Umeå tingsrätt ansåg rätten att Berners tal innehöll inslag av hets mot folkgrupp, för vilket han dömdes till en månads fängelse. Matti fick villkorlig dom och böter för medhjälp till brottet då hon enligt tingsrätten inte hade "anordnat föreläsningen som ett led i vare sig egen eller annans forskning eller som ett led i presentationen av egna eller andras forskningsresultat". Hovrätten för Övre Norrland instämde vid överklagan med tingsrättens dom. 

## Samhällsdebatt
Målet fick massmedial uppmärksamhet. Från håll där yttrandefriheten sågs som absolut, framför allt från tidningen Folket i Bild/Kulturfront, riktades skarp kritik mot domarna. Tidningen lät Karolina Matti publicera sig i dess spalter för att ge sin bild av föreläsningen och konsekvenserna av den. Konstnären, fotografen och FiB/K-medarbetaren Gun Kessle hävdade att domen var ett utslag av sexism och rasism, och att Matti aldrig hade dömts om hon varit svensk man och inte kvinna och tornedalsfinne. Karolina Matti miste efter domen sin doktorandtjänst, något som föranledde såväl kritik mot som stöd till dåvarande rektorn för Umeå universitet, Sigbrit Franke, från den akademiska världen och pressen. Matti har sedermera tagit starkt avstånd från händelsen:
| ”                                                 | Jag är ledsen över att det blev som det blev. Det finns i dag inte en cell i mig som tycker att någonting av det var bra. | „ |
| – Karolina Matti intervjuad 10 år efter händelsen | |   |

### Fotnoter
1. ↑  Aftonbladet 17 juni 1998: Karolina Matti: Jag ska överklaga, läst 10 maj 2015
2. ↑  Matti, Karolina (14 april 1998). ”Vad vill nazisterna?”. Folket i Bild / Kulturfront. Arkiverad från originalet den 3 februari 1999. https://web.archive.org/web/19990203015116/http://www.fib.se/matti.html.
3. ↑  ”Ytlig dom mot Matti”. Katrineholms-Kuriren. 17 juni 1998. Arkiverad från originalet den 11 juni 2007. https://archive.is/20070611043841/http://www.kkuriren.se/hermes/article/KK_19980617_SID_2_1_3.html.
4. ↑  Umeå tingsrätt. ”Domen mot Karolina Matti och Dan Berner”. Folket i Bild/Kulturfront. Arkiverad från originalet den 4 oktober 2007. https://web.archive.org/web/20071004214701/http://fib.se/fib_1/mattidom.html.
5. ↑  ”I dag tar Matti avstånd”. Västerbottens-Kuriren. 4 december 2007. http://www.vk.se/Article.jsp?article=155030.[död länk]